# Irvingia robur
Irvingia robur är en tvåhjärtbladig växtart som beskrevs av Gottfried Wilhelm Johannes Mildbraed. Irvingia robur ingår i släktet Irvingia och familjen Irvingiaceae. Inga underarter finns listade i Catalogue of Life.